# Massacre de Granada
O massacre de Granada de 1066 (30 de dezembro de 1066) foi o mais sangrento massacre de judeus sefarditas perpetrado por muçulmanos na Península Ibérica, quando uma multidão invadiu o Palácio Real de Granada, que na época estava sob poder muçulmano em al-Andalus, e terminou com a crucificação do vizir judeu Yosef ibn Nagrela (filho do poeta e filósofo Samuel ibn Nagrella) e o massacre da maior parte da população judaica da cidade: "Mais de 1 500 famílias judias, ou seja, cerca de 4 000 pessoas, morreram em um dia".